# Bobby Williams (Musiker)
Bobby Williams (* 1914; † nach 1986) war ein amerikanischer Jazzmusiker (Trompete), der in den 1980er Jahren die Harlem Blues and Jazz Band leitete.
Williams ist für seine Zusammenarbeit mit Cab Calloway, Don Redman und Fletcher Henderson bekannt. 1939 gehörte er zum Orchester von Roy Eldridge, um dann mit Franz Jackson, Benny Carter  und Fats Waller aufzunehmen. Er ist auch auf Alben mit Billie Holiday und mit Claude Fats Greene/Camille Pritchard zu hören.
1979 wurde Williams, der in New York lebte, Mitglied der Harlem Blues and Jazz Band, wo er bald Clyde Bernhardt als Bandleader ablöste. In den nächsten Jahren leitete er die Band auf mehreren Tourneen und war für ihre Hinwendung zum Swing verantwortlich. 1986 war er in Dresden beim Dixieland Jazz Festival mit dabei.